# Штормове попередження (фільм, 1981)
«Штормове попередження» (рос. «Штормовое предупреждение») — радянський художній фільм 1981 року, знятий на кіностудії «Ленфільм».

## Сюжет
Група туристів однієї з південних турбаз відправляється за звичайним маршрутом. На гірському перевалі їх несподівано наздоганяє смерч. Загинули двоє людей, почалася паніка.

## У ролях
- Олексій Жарков —  Валентин Федорович Ніколаєв, зоотехнік
- Наталя Єгорова —  Віра Василівна
- Олександр Захаров —  Кирило Вікентьєв
- Олександр Коваленко —  Андрій Линьков
- Наталія Гущина —  Марина
- Валентина Тализіна —  Людмила, керівник групи
- Галина Макарова —  Анна Макаріївна
- Віктор Павлов —  Олександр Петрович, директор турбази
- Юрій Соловйов —  Анатолій Єфремович Баширов, староста групи туристів
- Картлос Марадішвілі —  Гогі, Георгій
- Михайло Бобров —  Іван Іванович Горін
- Валерій Захар'єв —  Дем'ян
- Олег Єфремов —  Володя, інструктор
- Андрій Данилов —  Саша Макеєв
- В'ячеслав Васильєв —  В'ячеслав
- Андрій Краско —  турист

## Знімальна група
- Автори сценарію: Аркадій Ваксберг,  Альбіна Шульгіна
- Режисер: Вадим Михайлов
- Оператори: Валентин Комаров,  Анатолій Лапшов
- Художник: Юрій Пугач
- Композитор: Олександр Журбін
- Звукорежисер: Ірина Черняхівська